# James Kelleher (homme politique)
Pour les articles homonymes, voir James Kelleher.
James Francis "Jim" Kelleher  (2 octobre 1930-1er juin 2013) est un homme politique, député et sénateur fédéral, canadien de l'Ontario.

## Biographie
Né à Sault-Sainte-Marie en Ontario, il réalise un B. A. de l'Université Queen's de Kingston en 1952 et un LL. B. de la Osgoode Hall Law School en 1956.

## Politique
Élu député du progressiste-conservateur de la circonscription de Sault Ste. Marie en 1984, il est nommé ministre de la Diversification du commerce international dans le premier Cabinet de Brian Mulroney. Un remaniement ministériel le transfère au poste de Solliciteur général en 1986. Il est défait lors des 1988.
En septembre 1990, Kelleher est nommé au Sénat du Canada sous recommandation de Brian Mulroney pour l'Ontario. Il quitte la chambre haute lors de son 75e anniversaire en octobre 2005.
Il meurt de problèmes cardiaques en 2013.

## Archives
Il y a un fonds d'archives James Kelleher à Bibliothèque et Archives Canada.